# Förderpause (Schachtförderung)
Als Förderpause, auch Sturzpause oder Bedienungspause, bezeichnet man bei der Schachtförderung die Zeit, die zum Be- und / oder Entladen des Fördergutträgers benötigt wird. Damit mit einer Schachtförderanlage eine hohe Förderleistung erzielt werden kann, müssen die Förderpausen von möglichst kurzer Dauer sein.

## Allgemeines
Die Fördermenge, die mit einer Schachtförderanlage in einer bestimmten Zeit gefördert werden kann, hängt davon ab, mit welcher Fördergeschwindigkeit eine bestimmte Nutzlast gefördert werden kann und welche Zeit benötigt wird, um die Nutzlast auf den Fördergutträger zu laden oder diesen wieder zu entladen. Während dieser für das Beladen, Entladen oder Auswechseln der Fördergefäße benötigten Zeit, der Förderpause, kann mit der jeweiligen Fördermaschine oder dem Haspel nicht gefördert werden. Die Länge der Förderpause hängt wiederum von der geförderten Nutzlast ab. Bei der Gefäßförderung ist die Förderpause abhängig von der Geschwindigkeit (Tonnen Nutzlast pro Sekunde), mit der das Fördergefäß be- oder entladen werden kann. Bei der Gestellförderung hängt die Länge der Förderpause davon ab, wie schnell ein voller Förderwagen auf den Förderkorb geschoben und ein leerer Förderwagen herunter geschoben werden kann. Hinzu kommt hierbei noch die Zeit, die für das Umsetzen des Förderkorbes benötigt wird. Die Förderpause kann, je nach Förderanlage, zwischen einem Drittel und der Hälfte der Fahrzeit des Fördergutträgers betragen.

## Die benötigten Zeiten
Je nach Förderanlage ist die Bedienungspause unterschiedlich lang. Bei den früher eingesetzten Haspelförderungen war die Pause, die für das Anschlagen der im Füllort bereits gefüllt bereitstehenden Fördertonnen, Bulgen oder Förderkübel benötigt wurde, etwa ein bis drei Minuten lang. Mussten die am Förderseil hängenden leeren Fördergefäße erst gefüllt werden, lag die Pause bei drei bis sechs Minuten. Als man von dieser Form der Schachtförderung zur Gestellförderung überging, konnte die Sturzpause auf 30 Sekunden pro Tragboden reduziert werden. Bei modernen Schachtförderungen wird für das Beschicken eines Tragbodens und dem Signalgeben eine Zeit von 13 Sekunden benötigt. Bei Fördergestellen mit mehreren Tragböden kommen zwei Sekunden für das Umsetzen von einem zum nächsten Tragboden hinzu. Bei einem Förderkorb mit vier Tragböden und nur einer Beschickungseinrichtung pro Trum liegt die Förderpause, je nachdem ob nur ein oder zwei Förderwagen pro Tragboden aufgeschoben werden, zwischen 45 und 60 Sekunden. Bei der Gefäßförderung dauert die Förderpause, unter optimalen Bedingungen, eine Sekunde pro Tonne Nutzlast. Allerdings kann dieser Wert, je nach Förderanlage, auch zwischen 1,5 bis 2 Sekunden pro Tonne Nutzlast liegen.